# Cladomniopsis crenato-obtusa
Cladomniopsis crenato-obtusa är en bladmossart som beskrevs av Fleischer 1908. Cladomniopsis crenato-obtusa ingår i släktet Cladomniopsis och familjen Ptychomniaceae. Inga underarter finns listade i Catalogue of Life.